# Јан Колер
Јан Колер (чеш. Jan Koller; 30. март 1973, Праг) бивши је чешки фудбалер, играо је на позицији нападача.

## Каријера
Јан Колер је почео да игра фудбал у омладинском погону клуба Сметанова Лхота. Почео је да тренира као голман, али је касније ипак играо као нападач. Професионалну каријеру је започео у Спарти из Прага 1994. године, да би касније прешао у белгијски Локерен. За Локерен је играо 3 сезоне, а у последњој сезони је био најбољи стрелац белгијске лиге. Године 1999. прелази у славни Андерлехт где игра одлично у тандему са канадским нападачем Томашом Радзинским, 2 године заредом осваја првенство Белгије и 2000. постаје најбољи играч првенства Белгије.
После 2 сезоне проведене у Андерлехту, Колер прелази у Борусију из Дортмунда. Већ у првој сезони са Борусијом осваја Бундеслигу Немачке, а стиже и до финала УЕФА купа где у финалу Борусија губи од Фајенорда резултатом 3:2, у мечу где је и Колер био стрелац.
Наредне сезоне Колер је показао и своје голманске квалитете. У мечу против минхенског Бајерна голман Борусије Јенс Леман је био искључен из игре, док су већ биле извршене све 3 замене. Позицију голмана је у 67. минуту заузео Колер, који је већ био постигао гол на том мечу. Колер је у остатку меча бранио јако добро, тако да га је спортки часопис „Кикер“ уврстио у тим кола на позицији голмана.
Колер 2006. године одлази у Монако, а касније наступа и за Нирнберг и Крилу Совјетов. Каријеру завршава у Кану 2011. године.

## Репрезентација
Колер је дебитовао за репрезентацију 9. фебруара 1999. у пријатељском мечу против Белгије, и на дебитантском мечу је постигао гол. Играо је за Чешку Републику на 3 Европска првенства : 2000, 2004. и 2008, и на Светском првенству 2006. На Европском првенству 2004. са репрезентацијом је стигао до полуфинала.
Укупно је за Чешку Републику одиграо 91 меч и постигао 55 голова, због чега је и рекордер по броју постигнутих голова за репрезентацију.

## Трофеји
Спарта Праг
- Прва лига Чешке Републике : 1995
- Куп Чешке Републике : 1996

Андерлехт
- Прва лига Белгије : 2000, 2001
- Суперкуп Белгије : 2000, 2001

Борусија Дортмунд
- Бундеслига Немачке : 2002

Индивидуални
- Чешки фудбалер године : 1999
- Најбољи стрелац Прве лиге Белгије : 1999
- Најбољи играч Прве лиге Белгије : 2000